# Vázsonyi Endre (matematikus)
Vázsonyi Endre (született Weiszfeld Endre) (Budapest, 1916. november 4. – Santa Rosa, Kalifornia, 2003. november 13.), úgy is mint Andrew Vázsonyi, Endre Weiszfeld vagy Zepartzatt Gozinto magyar zsidó származású amerikai matematikus és operációkutató volt. Megalkotta a mértani mediánt kiszámító Weiszfeld-algoritmust. A számítógépes operációkutatási módszereket alkalmazott „menedzsmenttudománnyá” fejlesztette, a döntéstudomány kutatására és eredményeinek gyakorlati felhasználására megalapította a The Institute of Management Sciences intézetet. Az iparban és az üzleti életben is széleskörűen alkalmazzák Vázsonyi módszereit és eredményeit, melyeket nagy sikerű könyvekben publikált.

## Élete
Weiszfeld Endre 1916. november 4-én született a Terézvárosban Weiszfeld Miksa és Klein Hermina fiaként. Zsidó család középső gyermeke volt, apjának jól menő cipőüzlete volt. 14 évesen, sikeres KöMaL-feladatmegoldóként barátkozott össze a nála három évvel idősebb Erdős Pállal, akivel közös szenvedélyükké vált a problémamegoldó gondolkodás. 16 évesen kezdett foglalkozni a mértani medián problémakörével, melyre később megoldást is talált. A Kemény Zsigmond Reálgimnáziumban érettségizett, majd az Pázmány Péter Tudományegyetemre iratkozott be, ahol 21 évesen, 1936-ban készítette el doktori disszertációját. Magasabb dimenziójú felületeket tárgyaló tézisének (Gráfok felületeken) Fejér Lipót volt a témavezetője. Az erősödő magyarországi antiszemitizmus miatt apja Weiszfeld Miksa unokatestvére, Vázsonyi Vilmos politikus példáját követve és apja szülővárosa, Nagyvázsony után 1937-ben nevét Vázsonyira változtatta. Ebben az időszakban Vázsonyi gráfelmélettel foglalkozott, Erdőssel a végtelen gráfokban az Euler-séta létezésének szükséges és elégséges feltételeit keresték.
Hogy elhagyhassa az egyre fenyegetőbb légkörű Európát, 1938-ban Vázsonyit Szász Ottó a Cincinnati Egyetemre hívta, de csak egy évig érvényes diákvízumot sikerült szereznie. Ezért Párizsba utazott, ahonnan csak két hónappal a német csapatok bevonulása előtt, 1940 áprilisában sikerült az USA-ba utaznia. Egy évet kvékerek között töltött a Pennsylvania állambeli Haverfordban, majd 1941-ben a Gordon McKay Fellowship támogatásával kezdte meg tanulmányait a Harvard Egyetem gépészmérnök hallgatójaként Richard von Mises alatt. Miután 1942-ben megszerezte az M.S. fokozatot, a Harvardon Howard Wilson Emmonsnak dolgozott a szuperszonikus repülőgép tervein. A Harvard International Clubjában találkozott a grúz emigránsok gyermekeként született zenésszel, Laura Vladimirovna Saparova bárónővel, akivel 7 hét udvarlás után összeházasodtak, majd a massachusettsi Cambridge-be költöztek.
1945-ben az amerikai állampolgárság megszerzése után Vázsonyi otthagyta a Harvardot, majd a Pennsylvania állambeli Jeannette városban a pumpákat gyártó vállalkozás, az Elliott Company mérnökeként dolgozott. A következő állomás Dél-Kalifornia volt, ahol a North American Aviationnél rakétatervezésben vett részt és segített a P–51 Mustang vibrációs problémájának megoldásában. 1948-ban a Naval Ordnance Test Station fegyverkutató központba került, ahol a rakéták célba juttatásáért és vezérlésért felelős részleget vezette, majd 1953-ban a Hughes Aircrafthoz került. A Hughes-nál érdeklődésének fókusza a repüléstől a menedzsmenttudomány felé fordult. Megkezdte a Hughes bérszámfejtésének és gyártósorainak számítógépesítését, majd az alkatrészekre vonatkozó követelmények diagramozását. Ekkortájt használta először a „Zepartzatt Gozinto” álnevet, ami akkor keletkezett, amikor a RAND Corporationnál adott elő, és egyik viccét George Dantzig félreértette. Az 1950-es–1960-as években Vázsonyi több munkahelyen folytatta a menedzsmenttudomány létrehozását célzó munkáját, köztük a Ramo-Wooldridge Corporationnál, Roe Alderson, majd újra az NAA-nál. Fő támogatója volt a matematika és a számítógépek használatának a menedzsmenttudomány különböző területein: a termelésirányításban, a gyártásban és készletszabályozásban, az optimális termelési ütemezésben, a tervezés, irányítás és parancskiadás automatizált információs rendszereiben. Gyártással és készletszabályozással foglalkozó cikkeiben Vázsonyi az alkatrészek követelményének problémáit mátrixegyenletekkel vizsgálva a vizsgálatot kiterjesztette az időfüggőség problémájára – egyenletrendszerében összekötötte a szállítási ütemterveket a hozzájuk tartozó szerelvények és részegységek követelményeivel. Vázsonyi az ipari világban együtt dolgozott a nem technikai tervező és gyártó személyzettel, ami alkalmassá tette őt 1954-es a Scientific Programming in Business and Industry c. nagy hatású könyvének megírására, ami matematikai háttérrel nem rendelkező olvasók számára is fogyaszthatónak bizonyult.
1970-ben, 54 évesen tért vissza az egyetemi világba. Először a School of Managementre a University of Southern Californián, de nem nevezték ki, ezért 1973-ban a University of Rochester Graduate School of Businessébe tett át székhelyét. Az 1970-es évek végén a 65 évhez közeledve a kényszernyugdíjazást elkerülendő a texasi St. Mary's Universityre ment át tanítani. 1987-ben nyugdíjba vonult, de ezután is tanított emeritus professzorként a San Franciscó-i Egyetemen. Ebben az időszakban a Decision Sciences Institute-hoz is kötődött, a DSI hírlevelének rendszeres kolumnistája volt.
Vázsonyi 2003. november 13-án halt meg a kaliforniai Santa Rosában. 2009-ben tiszteletére kutatási cikkeket tartalmazó emlékkötetet publikáltak.

## Eredményei

### Weiszfeld-algoritmus
Az euklideszi sík egy ponthalmazának mértani mediánja alatt azt a (nem feltétlenül az adott halmaz részét képező) pont értendő, melynek a halmaz pontjaitól való távolságainak összege minimális; három pontra a megoldást elsőként a 17. században Evangelista Torricelli adta meg, Pierre de Fermat kihívására. Általánosabban, tetszőleges számú pontra Weiszfeld adta meg a megoldást 1937-ben egy francia nyelven, japán folyóiratban megjelent cikkében egy numerikus hegymászó algoritmussal, ami addig keres a távolságösszegeket javító pontot, amíg már nem lehetséges javítást elérni. Az algoritmus minden lépésében súlyokat rendelünk a pontokhoz a jelenlegi megoldás távolságaihoz fordítottan arányos módon, megkeressük a pontok súlyozott átlagát, ami a súlyozott távolságok négyzetösszegét minimalizáló pont lesz. Az algoritmust újra és újra felfedezték, és bár a mértani mediánt előállító egyéb algoritmusok is ismertek, a Weiszfeld-algoritmust napjainkban is gyakran használják egyszerűsége és gyors konvergenciája miatt.

### Kruskal-tétel
Kruskal fákra vonatkozó tétele szerint minden, fákból álló végtelen halmazban léteznie kell két olyan fának, melyek egyike homeomorfikusan beágyazható a másikba, más megfogalmazásban a fák homeomorfizmusai „jó előrendezést” (well-quasi-ordering) alkotnak. Joseph Kruskal az eredmény első bizonyítását adó 1960-as cikkében a sejtést Vázsonyinak tulajdonítja. A Robertson–Seymour-tétel ezt az eredményt nagymértékben általánosítja, fákról gráfokra.

### TIMS és DSI
Amíg a repülőgépgyártásban tevékenykedett, Vázsonyi részt vett az Operations Research Society of America ülésein, de megítélése szerint ott munkaadóinak üzleti érdekeitől távol eső dolgokkal foglalkoztak. 1953-ban William W. Cooperrel és Mel Salvesonnal, Vázsonyi megalapította a The Institute of Management Sciencest; Cooper lett az első elnök, Vázsonyi pedig az első volt elnök (anélkül, hogy ténylegesen elnökölt volna). Az ORSA és a TIMS 1995-ben összeolvadt, az új szervezet neve Institute for Operations Research and the Management Sciences lett.
Vázsonyi segédkezett a Decision Sciences Institute megalapításában is, melynek aztán tagja is volt.

## Válogatott publikációi
2002-es Which Door Has the Cadillac: Adventures of a Real-Life Mathematician c. önéletrajzán kívül Vázsonyi számos műszaki kiadvány és cikk szerzője is volt, közülük néhány:
- Weiszfeld E. (1936) Sur un problème de minimum das l’espace. Tôhoku Mathematics Journal, 42: 274-280.
- Vazsonyi A. (1958) Scientific Programming in Business and Industry. Wiley & Sons: New York.
- Vazsonyi A. (1970) Problem Solving by Digital Computers with PL/I Programming. Prentice-Hall: New York.
- Vazsonyi A. (1973) Introduction to Electronic Data Processing. Wiley & Sons: New York.
- Vazsonyi A. (1977) Finite Mathematics: Quantitative Analysis for Management. Wiley & Sons: New York.
- Vazsonyi A. (1980) Introduction to Data Processing. R. D. Irwin: Chicago.
- Vazsonyi A. (1985) Raise Your Productivity with IBM PC. Prentice-Hall: New York.
- Vazsonyi A. (2001) Operations Analysis Using Microsoft Excel. Duxbury: Pacific Grove, CA.

## Fordítás
- Ez a szócikk részben vagy egészben az Andrew Vázsonyi című angol Wikipédia-szócikk ezen változatának fordításán alapul.  Az eredeti cikk szerkesztőit annak laptörténete sorolja fel. Ez a jelzés csupán a megfogalmazás eredetét és a szerzői jogokat jelzi, nem szolgál a cikkben szereplő információk forrásmegjelöléseként.